# Рататуй (мультфильм)
«Ратату́й» (англ. Ratatouille) — американский полнометражный анимационный фильм, комедия режиссёра Брэда Бёрда. Восьмой полнометражный фильм, созданный на студии Pixar. Лауреат премий «Оскар» и «Золотой глобус» в категории «Лучший анимационный фильм». Картина заняла 379 место в списке 500 лучших фильмов по версии журнала Empire.

## Сюжет

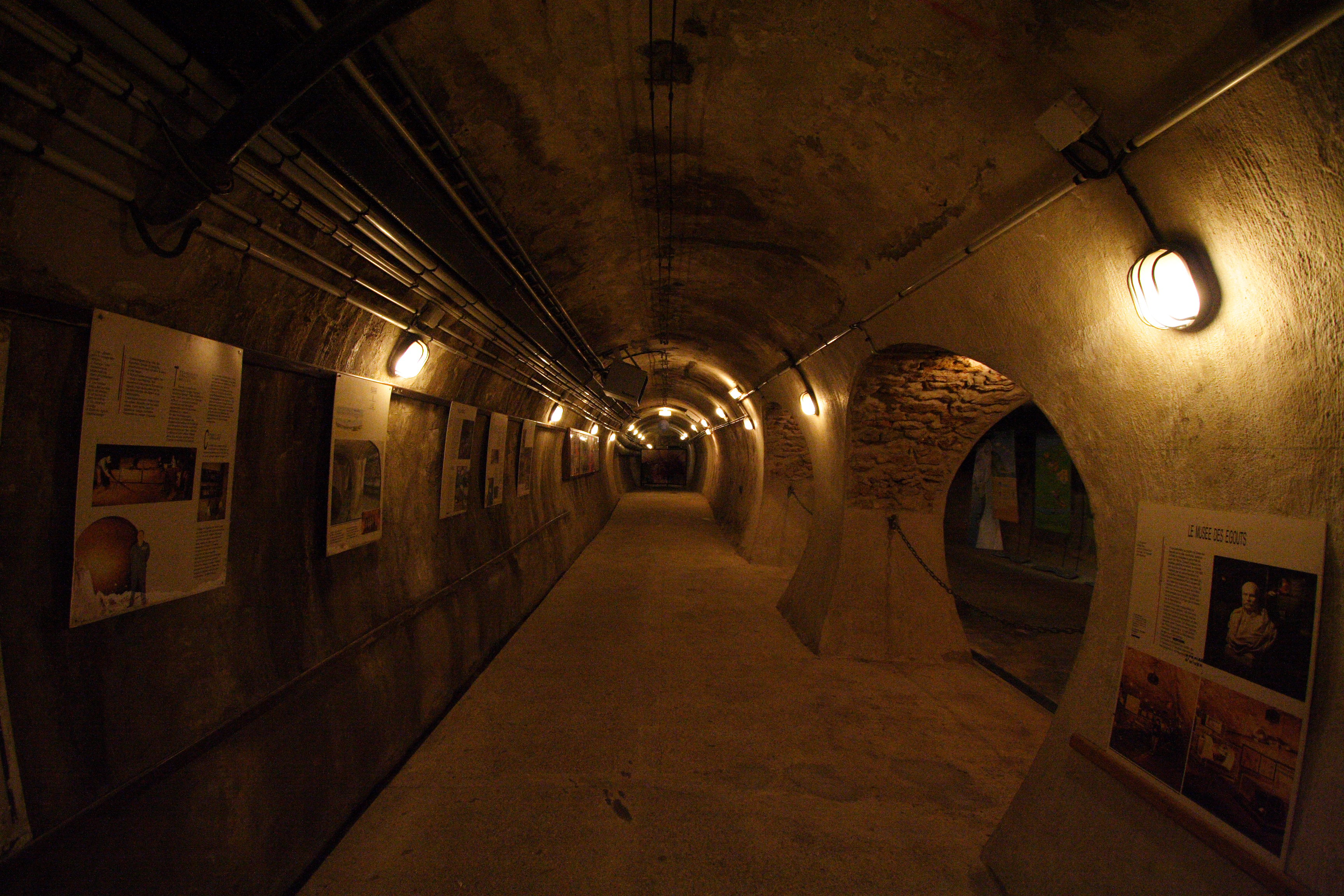
Музей канализации, где Реми встретил воображаемого друга Гюсто

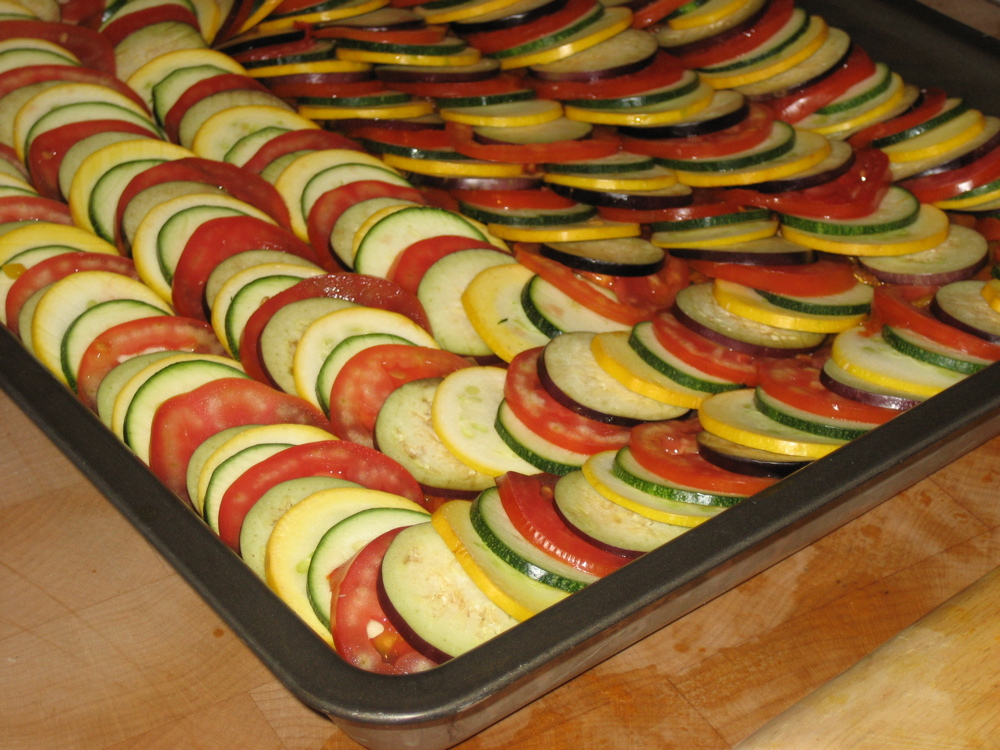
Нарезка для рататуя «кружками»

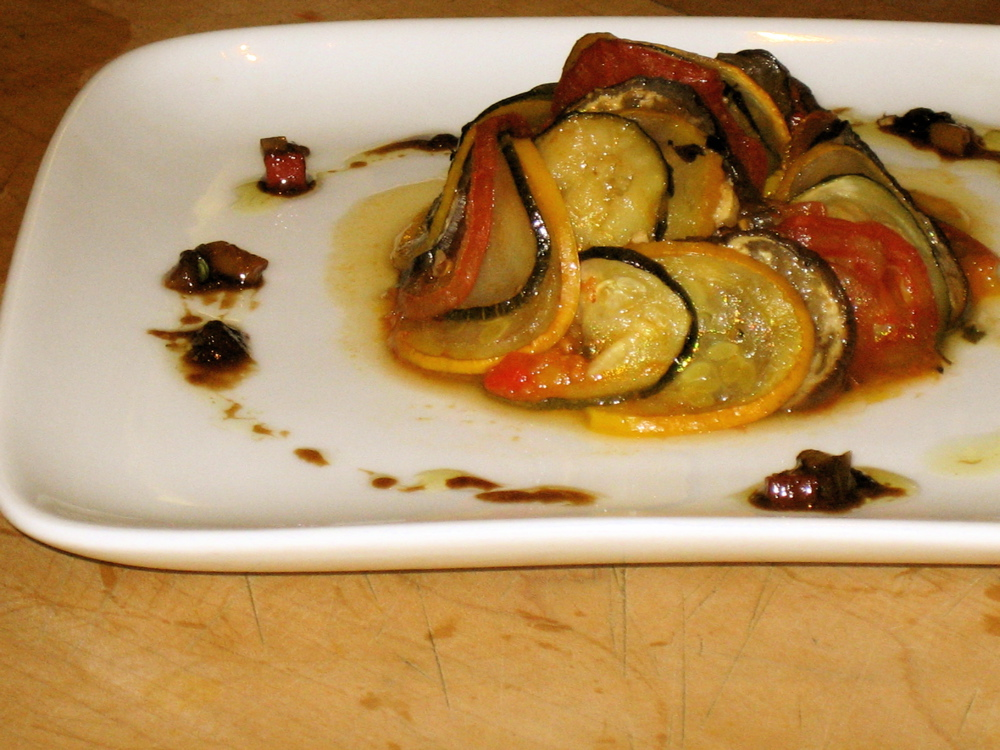
Рататуй для мультфильма

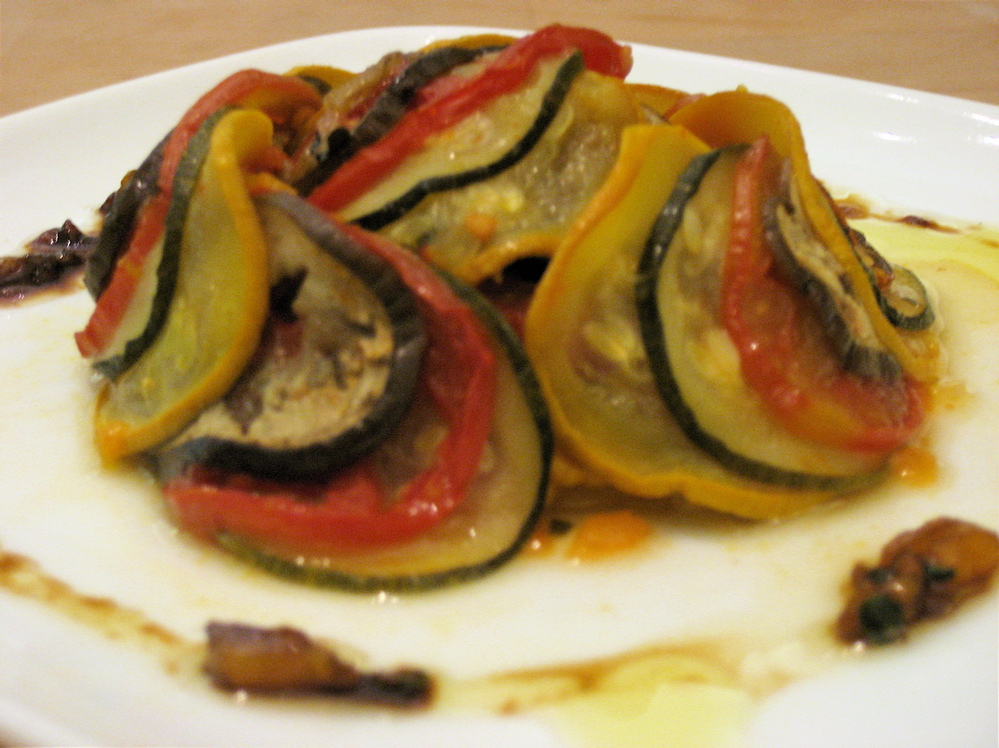
Авторское блюдо для мультфильма «Рататуй» в форме спирали

Крысёнок Реми живёт со своей семьёй на чердаке сельского дома. Главной особенностью Реми, выделяющей его среди других крыс, является его чрезвычайно тонкое обоняние и чувство вкуса. Телепередача о книге лучшего повара Франции Огюста Гюсто открывает перед ним мир кулинарии. Отныне он мечтает стать настоящим шеф-поваром, что, естественно, не вызывает одобрения со стороны его отца Джанго — вожака стаи, инстинктивно ненавидящего всё, что связано с людьми, в то время как брат Реми Эмиль относится к этому нейтрально. Однажды неудачный кулинарный эксперимент (объектом которого стал найденный Реми гриб) приводит к тому, что хозяйка дома узнаёт о существовании в своём доме крысиной семьи и прогоняет её. Перед этим Реми успевает увидеть, как по телевизору передают сообщение, что Гюсто скончался, когда его ресторан лишили одной звезды из-за разгромной статьи ведущего ресторанного критика Франции Антуана Эго (вдобавок после смерти Гюсто у ресторана, по правилам, отняли ещё одну звезду). Преследуемый вооружённой старушкой, Реми попадает в водосток и теряет своих близких. Он впадает в отчаяние, но тут к нему на помощь приходит дух покойного Гюсто и ободряет его.
Выбравшись наверх, он обнаруживает, что находится в Париже, как раз возле ресторана Гюсто. Реми из интереса проникает на кухню ресторана, где наблюдает, как только что нанятый уборщик Альфредо Лингвини нечаянно портит приготовленный суп. Реми срочно пытается исправить блюдо и преуспевает, но эта попытка едва не стоит ему жизни: его замечают и ловят. Злобный шеф-повар ресторана Живодэр (в оригинале Скиннер) приказывает Лингвини уничтожить крысёнка. Однако на улице юноша осознает, что крысёнок понимает его речь, и они с Реми находят общий язык. С этого момента они начинают тайно работать вместе; Лингвини придумывает своему маленькому другу прозвище «Микрошеф». Смысл их совместной работы заключается в том, что Реми помогает Лингвини готовить блюда, управляя его действиями наподобие кукловода — сидя у него на голове под поварским колпаком и дёргая за определённые пряди волос (поскольку в одиночку Лингвини ни за что не смог бы приготовить сложное блюдо в силу отсутствия кулинарных способностей).
Руками товарища Реми создаёт необычные кулинарные шедевры, чем привлекает внимание посетителей и кулинарных критиков. При этом у Лингвини начинается роман с Колетт Тату, лихой девушкой-шефом, разъезжающей на спорт-байке (та, в свою очередь, обучает его всем тонкостям кулинарии, постепенно проникаясь к воспитаннику нежными чувствами). Тем временем Живодэр в ужасе обнаруживает, что Лингвини является внебрачным сыном Гюсто (последний был влюблён в Ренату, покойную мать Альфредо). Сам Живодэр, который ранее был су-шефом Гюсто, будет иметь право на ресторан только в том случае, если никаких наследников не будет найдено в течение двух лет со смерти Гюсто. В планах Живодэра состоит использование образа Гюсто в качестве бренда для серии замороженных пищевых полуфабрикатов, поэтому он ни в коем случае не намерен расставаться с должностью шеф-повара.
Однако Лингвини всё же становится владельцем ресторана благодаря Реми (тот случайно узнал о документах, подтверждающих право Лингвини на наследство, и выкрал их у Живодэра, после чего передал их юноше), и нынешнему шефу приходится уступить Альфредо своё место. Заведение снова становится популярным, как во времена Гюсто. Параллельно с этим Реми неожиданно находит свою семью, с которой уже не надеялся увидеться; со временем его братец Эмиль начинает всё чаще и чаще приводить других крыс к Реми за едой. Но однажды на пресс-конференции у Реми просыпается эго, и он, сидя под колпаком Лингвини, начинает ставить его перед журналистами в издевательские позы в наказание за то, что он присваивает себе все лавры. Лингвини ссорится с другом, и в отместку ночью Реми приводит всю семью в ресторан, угощая их всем, что есть в кладовой. Пришедший туда Альфредо, увидев ораву крыс, в гневе выгоняет их всех вместе с Реми, с которым за несколько минут до этого хотел помириться. Затем Живодэр, который случайно увидел их ссору и узнал о кулинарном таланте Реми, ловит его и сажает в клетку, чтобы потом заставить работать на себя под угрозой смерти, но Эмиль и Джанго спасают его.
Тем временем наступает решающий день: в ресторан снова пришёл Антуан Эго, чья негативная рецензия в своё время свела Гюсто в могилу. И теперь, чтобы избежать повторного падения (которое наверняка стало бы фатальным для ресторана), повара должны приготовить то блюдо, которое особенно понравится гостю. Однако Лингвини совершенно не в состоянии руководить работой поваров на кухне без Реми. Последний же не может допустить окончательного провала и возвращается на кухню. Весь персонал, завидев Реми на пороге ресторана, тут же бросается на него с ножами, но Лингвини преграждает персоналу путь и раскрывает поварам и официантам секрет своего успеха. Он предлагает назначить Реми официальным шефом и таким образом сделать ресторан самым великим в Париже, однако повара, глубоко разочарованные и удручённые открывшейся правдой, просто бросают свою работу всем коллективом, в том числе и Колетт (последняя хотела дать Лингвини пощёчину за его ложь, однако была слишком расстроена для этого).
Реми и Лингвини уже впадают в отчаяние, но тут старик Джанго призывает весь клан на помощь сыну, решив забыть о своём отрицательном отношении к людям. Реми вместе с семьёй начинает готовить, а Альфредо, надев ролики, принимается обслуживать клиентов, заменяя собой весь штат официантов, что выходит у него гораздо лучше, чем роль повара. Тем временем Колетт, проезжая на мотоцикле мимо книжной витрины, случайно видит книгу Гюсто и, вспомнив его знаменитую фразу «Готовить могут все!», возвращается на кухню ресторана, где от увиденного её чуть не стошнило. Ошеломлённая присутствием огромного количества крыс-«поваров», она всё же соглашается помогать им; Реми предлагает ей приготовить рататуй, изюминкой которого будет являться соус по его собственному рецепту. Результат их усердных стараний приводит критика в полный восторг: вкус рататуя напомнил ему простое, но очень вкусное овощное рагу, которое когда-то готовила его мать. Смягчившийся Эго просит представить ему шеф-повара, однако Колетт сообщает, что это можно сделать только после завершения рабочего дня. Открытие того, кем является создатель этого бесподобного блюда, заставляет Эго в корне пересмотреть своё скептическое отношение к Гюсто и его идеям. В своей восторженной рецензии, опубликованной на следующий день в газете, он называет Реми самым лучшим шеф-поваром Франции (естественно, не упоминая напрямую его биологический вид) и предупреждает о своих дальнейших визитах в ресторан.
Благодаря этому отзыву ресторан в очередной раз обретает былой престиж, однако ненадолго: санитарный инспектор, запертый крысами в кладовке вместе с Живодэром (тот пришёл как посетитель, чтобы понаблюдать за реакцией Эго на съеденное им блюдо), а затем отпущенный на свободу, навсегда закрывает ресторан за пренебрежение санитарными нормами. Эго теряет репутацию и должность ресторанного критика. Тем не менее, он охотно вкладывает свои деньги в новое заведение Лингвини, Колетт и, теперь уже шеф-повара, Реми — ресторан-бистро «Рататуй», пользующийся колоссальной популярностью. Альфредо и Колетт окончательно стали парой, а Реми, чей кулинарный талант наконец-то завоевал всеобщее признание, теперь готовит вкуснейшие блюда благодаря помощи своей семьи, с которой живёт на чердаке ресторана.

## Роли озвучивали
- Крысы
  - Пэттон Освальт — Реми
  - Брайан Деннехи — Джанго, отец Реми и Эмиля
  - Питер Сонн — Эмиль
  - Джейк Стайнфелд — Гит, лабораторная крыса
- Люди
  - Лу Романо — Альфредо Лингвини
  - Джанин Гарофало — Колетт Тату
  - Иэн Холм — Живодэр
  - Брэд Гаррет — Огюст Гюсто
  - Питер О’Тул — Антуан Эго
  - Стефани Ру — диктор кулинарного канала
  - Уилл Арнетт — Хорст
  - Джулиус Каллахан — Лало/Франсуа
  - Джеймс Ремар — Ларусс
  - Джон Ратценбергер — Мустафа
  - Тедди Ньютон — адвокат Талон Лабарте
  - Тони Фучиле — Помпиду/санитарный инспектор
  - Брэд Бёрд — прислужник Эго

## Саундтрек
| №   | Название                           | Длительность |
| --- | ---------------------------------- | ------------ |
| 1.  | «Le Festin» (performed by Camille) | 2:50         |
| 2.  | «Welcome to Gusteau's»             | 0:38         |
| 3.  | «This is Me»                       | 1:41         |
| 4.  | «Granny Get Your Gun»              | 2:01         |
| 5.  | «100 Rat Dash»                     | 1:47         |
| 6.  | «Wall Rat»                         | 2:41         |
| 7.  | «Cast of Cooks»                    | 1:41         |
| 8.  | «A Real Gourmet Kitchen»           | 4:18         |
| 9.  | «Souped Up»                        | 0:50         |
| 10. | «Is It Soup Yet?»                  | 1:16         |
| 11. | «A New Deal»                       | 1:56         |
| 12. | «Remy Drives a Linguini»           | 2:26         |
| 13. | «Colette Shows Him le Ropes»       | 2:56         |
| 14. | «Special Order»                    | 1:58         |
| 15. | «Kiss & Vinegar»                   | 1:54         |
| 16. | «Losing Control»                   | 2:04         |
| 17. | «Heist to See You»                 | 1:45         |
| 18. | «The Paper Chase»                  | 1:44         |
| 19. | «Remy's Revenge»                   | 3:24         |
| 20. | «Abandoning Ship»                  | 2:55         |
| 21. | «Dinner Rush»                      | 5:00         |
| 22. | «Anyone Can Cook»                  | 3:13         |
| 23. | «End Creditouilles»                | 9:16         |
| 24. | «Ratatouille Main Theme»           | 2:09         |

## Производство
Идея создания мультфильма пришла в голову чешскому сценаристу по имени Ян Пинкава. Однако развитие история получила только под руководством режиссёра-мультипликатора Брэда Бёрда. Создатели мультфильма много работали над подготовкой проекта. Чтобы ощутить атмосферу Парижа, творческая группа совершила путешествие во Францию. Аниматоры осматривали город, заглянули в канализационную систему и магазин крысиного яда.
Прототипом шеф-повара Огюста Гюсто (фр. Auguste Gusteau) стали два знаменитых шеф-повара — Бернар Луазо и Поль Бокюз. Примечательно, что обстоятельства смерти Гюсто являются почти такими же, как у Луазо — последний подвергся разгромной критике со стороны ряда журналов за «старомодные взгляды», впал в депрессию и свёл счёты с жизнью.
Кроме того, аниматоры Pixar работали вместе с шеф-поваром Томасом Келлером в его ресторане «Французская прачечная» для того, чтобы научиться искусству приготовления пищи. Келлер также озвучил одного из посетителей ресторана «У Гюсто».
Чтобы создать реалистичный вид мусорной кучи, художники сфотографировали и исследовали реальные продукты гниения. Пятнадцать различных видов продуктов, таких как яблоки, ягоды, бананы, грибы, апельсины, брокколи и салат, были оставлены гнить, после чего их сфотографировали.
В ходе начального дизайна персонажей скульптор создал девять глиняных скульптур Реми.
Для создания персонажей-крыс создателям пришлось повозиться с живыми крысами для изучения их повадок.

## Премии и номинации

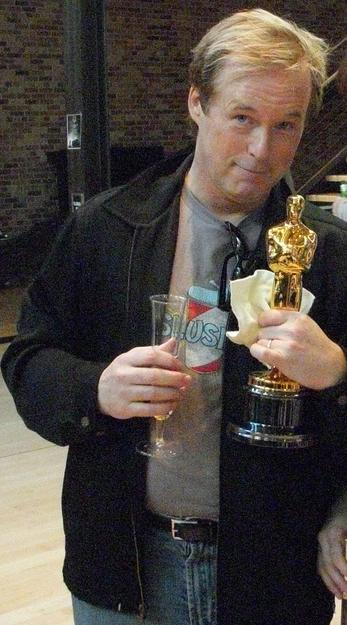
Режиссёр Брэд Бёрд получил «Оскар» за лучший анимационный полнометражный фильм

| Премия                            | Категория                                               | Победитель/Номинант                                                      | Результат   |
| --------------------------------- | ------------------------------------------------------- | ------------------------------------------------------------------------ | ----------- |
| Оскар                             | Лучший анимационный полнометражный фильм                | Брэд Бёрд                                                                | Победа      |
| Оскар                             | Лучшая музыка                                           | Майкл Джаккино                                                           | Номинирован |
| Оскар                             | Лучший оригинальный сценарий                            | Сценарий Брэда Бёрда. История Яна Пинкавы, Джима Капобьянко, Брэда Бёрда | Номинирован |
| Оскар                             | Лучший звуковой монтаж                                  | Рэнди Том и Майкл Сильверс                                               | Номинирован |
| Оскар                             | Лучший звук                                             | Рэнди Том, Майкл Семаник и Док Кейн                                      | Номинирован |
| Annie Awards                      | Лучший анимационный фильм                               | Студия анимации Pixar                                                    | Победа      |
| Annie Awards                      | Лучшая анимационная видеоигра                           | THQ, Inc.                                                                | Победа      |
| Annie Awards                      | Личное достижение в анимационных эффектах               | Гэри Бруинс                                                              | Номинирован |
| Annie Awards                      | Личное достижение в анимационных эффектах               | Джон Рейш                                                                | Номинирован |
| Annie Awards                      | Анимация персонажей в полнометражных фильмах            | Майкл Макаревич                                                          | Победа      |
| Annie Awards                      | Дизайн персонажей в полнометражных анимационных фильмах | Картер Гудрих                                                            | Победа      |
| Annie Awards                      | Режиссёр полнометражного анимационного фильма           | Брэд Бёрд                                                                | Победа      |
| Annie Awards                      | Музыка для анимационного фильма                         | Майкл Джаккино                                                           | Победа      |
| Annie Awards                      | Дизайн в полнометражном анимационном фильме             | Харли Джессап                                                            | Победа      |
| Annie Awards                      | Сценарий для полнометражного анимационного фильма       | Тэд Мэтхот                                                               | Победа      |
| Annie Awards                      | Озвучка в анимационном полнометражном фильме            | Джэнин Гэрофало (Колетт)                                                 | Номинирован |
| Annie Awards                      | Озвучка в анимационном полнометражном фильме            | Иэн Холм (Живодэр)                                                       | Победа      |
| Annie Awards                      | Озвучка в анимационном полнометражном фильме            | Пэттон Освальт (Реми)                                                    | Номинирован |
| Annie Awards                      | Сценарий для полнометражного анимационного фильма       | Брэд Бёрд                                                                | Победа      |
| Austin Film Critics               | Лучший анимационный фильм                               | Студия анимации Pixar                                                    | Победа      |
| BAFTA Awards                      | Лучший анимационный фильм                               | Брэд Бёрд                                                                | Победа      |
| Boston Film Critics               | Лучший сценарий                                         | Брэд Бёрд                                                                | Победа      |
| Broadcast Film Critics            | Лучший анимационный фильм                               | Студия анимации Pixar                                                    | Победа      |
| Chicago Film Critics              | Лучший анимационный фильм                               | Студия анимации Pixar                                                    | Победа      |
| Chicago Film Critics              | Лучший оригинальный сценарий                            | Брэд Бёрд                                                                | Номинирован |
| Critics' Choice Awards            | Лучший анимационный фильм                               | Студия анимации Pixar                                                    | Победа      |
| Dallas-Fort Worth Film Critics    | Лучший анимационный фильм                               | Студия анимации Pixar                                                    | Победа      |
| Золотой глобус                    | Лучший анимационный фильм                               | Студия анимации Pixar                                                    | Победа      |
| Грэмми                            | Лучший саундтрек                                        | Майкл Джаккино                                                           | Победа      |
| Hollywood Film Festival           | Фильм года                                              | Студия анимации Pixar                                                    | Номинирован |
| Hollywood Film Festival           | Специальная награда в области анимации                  | Студия анимации Pixar                                                    | Победа      |
| Kids Choice Awards                | Любимый анимационный фильм                              | Брэд Бёрд                                                                | Победа      |
| Las Vegas Film Critics            | Лучший анимационный фильм                               | Студия анимации Pixar                                                    | Победа      |
| Las Vegas Film Critics            | Лучший семейный фильм                                   | Студия анимации Pixar                                                    | Победа      |
| Los Angeles Film Critics          | Лучший анимационный фильм                               | Студия анимации Pixar                                                    | Победа      |
| National Board of Review          | Лучший анимационный фильм                               | Студия анимации Pixar                                                    | Победа      |
| Oklahoma Film Critics             | Лучший анимационный фильм                               | Студия анимации Pixar                                                    | Победа      |
| Online Film Critics               | Лучший анимационный фильм                               | Студия анимации Pixar                                                    | Победа      |
| «Выбор народа»                    | Лучший семейный фильм                                   | Студия анимации Pixar                                                    | Номинирован |
| Phoenix Film Critics              | Лучший анимационный фильм                               | Студия анимации Pixar                                                    | Победа      |
| San Diego Film Critics            | Лучший анимационный фильм                               | Студия анимации Pixar                                                    | Победа      |
| Satellite Awards                  | Лучший анимационный фильм или фильм в смешанном стиле   | Студия анимации Pixar                                                    | Победа      |
| Satellite Awards                  | Лучший молодёжный DVD                                   | Студия анимации Pixar                                                    | Победа      |
| Satellite Awards                  | Лучшая музыка                                           | Майкл Джаккино                                                           | Номинирован |
| St. Louis Gateway Film Critics    | Лучший анимационный или детский фильм                   | Студия анимации Pixar                                                    | Победа      |
| Toronto Film Critics              | Лучший анимационный фильм                               | Студия анимации Pixar                                                    | Победа      |
| Visual Effects Society            | Лучшие эффекты на втором плане в художественном фильме  | Студия анимации Pixar                                                    | Победа      |
| Visual Effects Society            | Анимированный персонаж в анимационном фильме            | Студия анимации Pixar (Колетт)                                           | Победа      |
| Visual Effects Society            | Эффекты в анимационном фильме                           | Студия анимации Pixar (еда)                                              | Победа      |
| Washington D.C. Area Film Critics | Лучший анимационный фильм                               | Студия анимации Pixar                                                    | Победа      |
| World Soundtrack Academy          | Лучшая оригинальная песня, написанная для фильма        | Майкл Джаккино за «Le Festin»                                            | Номинирован |

## Релиз
Мировая премьера мультфильма состоялась 22 июня 2007 года в США (в Голливуде, штате Калифорния). Выход мультфильма в широкий прокат в России состоялся 28 июня 2007 года, в США — 29 июня 2007 года. Перед «Рататуем» были показаны номинированный на «Оскар» короткометражный фильм «Похищение» и тизер-трейлер следующего проекта Pixar — «ВАЛЛ-И».

### Премьера ТВ
Официальный сайт Walt Disney Russia сообщал, что в январе 2009 года (ранее предполагалось в октябре 2008 года) на Первом канале состоится премьера дисней-пиксаровского анимационного фильма «Рататуй». Премьера состоялась лишь восемь месяцев спустя — 5 сентября 2009 года.

### Кассовые сборы
За первые выходные проката мультфильм собрал в США 47 027 395 долларов. По сравнению с другими фильмами студии это один из худших результатов.
Тем не менее у мультфильма наблюдалось самое «плавное» падение сборов в следующий за премьерными выходными понедельник среди всех релизов Пиксара (45 %).
Кассовые сборы мультфильма в США составили 206,4 миллиона долларов, а мировые кассовые сборы достигли 620,7 миллиона долларов.

### Реакция
Как и в случае с предыдущими фильмами студии, отзывы кинокритиков были в подавляющем большинстве положительными, при этом одних обозревателей подкупил искромётный юмор, а других — безупречная анимация и тонко выверенные детали.
Мультфильм получил 96 % на Rotten Tomatoes, на IMDb рейтинг составляет 8.0/10 при 244 808 проголосовавших (№ 207 в Top 250).
Мультфильм был номинирован на 5 номинаций премии «Оскар», в том числе «Лучший анимационный фильм 2007 года».
На церемонии вручения наград Annie Awards «Рататуй» получил признание как «Лучший анимационный фильм» 2007 года. Мультфильм стал победителем в следующих номинациях: лучший режиссёр (Брэд Бёрд), лучшее озвучивание (Иэн Холм), лучший анимационный герой, музыка, сценарий, дизайн и лучшая анимационная видеоигра.

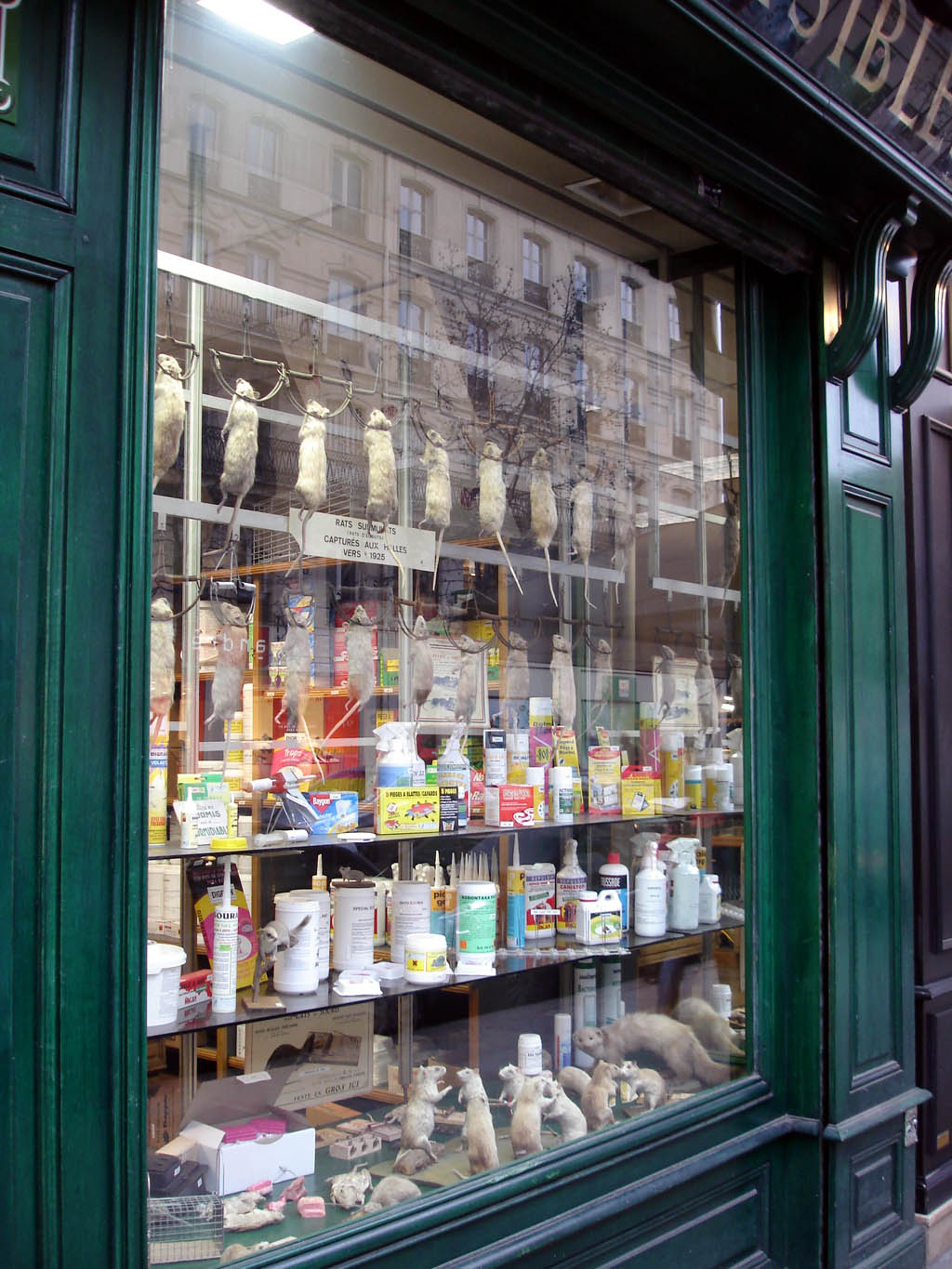
Парижский магазин крысиного яда, показанный в фильме